# Metamorphosis (Tullio De Piscopo e Oscar Rocchi)
Metamorphosis è un album di Tullio De Piscopo ed Oscar Rocchi, pubblicato nel 1981.
Nel 2017 è stato ristampato in vinile in edizione limitata e numerata di 500 copie autografate di cui 200 verdi e 300 nere.

## Tracce
Lato A
1. Cyclops – 4:30
2. Daphne – 4:20
3. Perseus – 3:55
4. Echo – 3:23
5. Hercules – 3:00

Durata totale: 19:08
Lato B
1. Orpheus – 3:38
2. Icarus – 3:44
3. Niobe – 2:38
4. Glaucus – 3:58
5. Myrrha – 3:25
6. Biblis – 3:40

Durata totale: 21:03

## Formazione
- Tullio De Piscopo – percussioni
- Oscar Rocchi – tastiera
- Julius Farmer – basso
- Sergio Farina – chitarra
- Cicci Santucci – tromba, flicorno
- Hugo Heredia – sassofono soprano, flauto